# Arseen-82
Arseen-82 of 82As is een onstabiele radioactieve isotoop van arseen, een metalloïde. De isotoop komt van nature niet op Aarde voor.
Arseen-82 ontstaat onder meer bij het radioactief verval van germanium-82:
{\displaystyle {\ce {{^{82}_{32}Ge}->{^{82}_{33}As}+{e^{-}}+{\bar {\nu }}_{e}}}}

## Radioactief verval
Arseen-82 vervalt door β−-verval naar de radio-isotoop seleen-82:
{\displaystyle {\ce {{^{82}_{33}As}->{^{82}_{34}Se}+{e^{-}}+{\bar {\nu }}_{e}}}}
De halveringstijd bedraagt ongeveer 19 seconden.
60As · 61As · 62As · 63As · 64As · 65As · 66As · 66m1As · 66m2As · 67As · 68As · 68mAs · 69As · 70As · 70mAs · 71As · 72As · 73As · 74As · 75As · 75mAs · 76As · 76mAs · 77As · 77mAs · 78As · 79As · 79mAs · 80As · 81As · 82As · 82mAs · 83As · 84As · 84mAs · 85As · 86As · 87As · 88As · 89As · 90As · 91As · 92As